# Пољопривреда Кеније
Пољопривреда у Кенији доминира економијом Кеније. 15–17 % укупне површине Кеније има довољно плодности и падавина да се може обрађивати, а 7–8 % се може класификовати као првокласно земљиште. У 2006. години, скоро 75% запослених Кенијаца зарађивало је за живот од пољопривреде, у поређењу са 80% 1980. године. Отприлике половина укупне пољопривредне производње Кеније је нетржишна производња за живот.
Пољопривреда такође пружа највећи допринос кенијском бруто домаћем производу (БДП). У 2005. години, пољопривреда, укључујући шумарство и рибарство, чинила је око 24% БДП-а, као и 18 % запослености са платом и 50% прихода од извоза.
Пољопривреда је најважнији привредни сектор у Кенији, иако се мање од 8 одсто земљишта користи за производњу усева и сточне хране, а мање од 20 одсто је погодно за обраду. Кенија је водећи произвођач чаја и кафе, као и трећи водећи извозник свежих производа, као што су купус, лук и манго. Мале фарме узгајају већину кукуруза, а такође производе кромпир, банане, пасуљ, грашак и чили.

## Производња
Кенија је произведела 2018. године:
- Берба шећерне трске у Мигорију, Кенија 5,2 милиона тона шећерне трске
- 4 милиона тона кукуруза
- 1,8 милиона тона кромпира
- 1,4 милиона тона банана
- 946 хиљада тона маниоке
- 871 хиљада тона слатког кромпира
- 775 хиљада тона манга (укључујући мангостин и гуаву)
- 765 хиљада тона пасуља
- 599 хиљада тона парадајза
- 674 хиљаде тона купуса
- 492 хиљаде тона чаја (3. највећи произвођач на свету, иза Кине и Индије)
- 349 хиљада тона ананаса
- 336 хиљада тона пшенице
- 239 хиљада тона шаргарепе
- 233 хиљаде тона авокада
- 206 хиљада тона сирка
- 188 хиљада тона лубенице
- 179 хиљада тона крављег грашка
- 169 хиљада тона спанаћа

Поред тога постоји мања производња других пољопривредних производа, попут папаје (131 хиљада тона), кокоса (92 хиљаде тона) и кафе (41 хиљада тона).

## Пољопривредни производи

### Шећерна трска
На производњу шећерне трске овде знатно утичу штеточине. Chilo partellus је инвазивна штеточина (бушилица) пореклом из Пакистана која је у неким деловима земље, али не у потпуности, потиснула аутохтону штеточину, C. orichalcociliellus. Офомата и сар. су 2000. открили да је C. orichalcociliellus у стању да прође кроз све развојне фазе на две аутохтоне траве овде које не угошћују Chilo partellus, што може бити један од разлога за упорност домаћих инсеката 
Cotesia flavipes је паразитоид такође из рода Chilo partellus из Пакистана који су овде пустили Оверхолт и сар. да служи као биоконтрола (за биолошко сузбијање штеточина). У сезони након пуштања, Оверхолт и сар,  су 1994. пронашли само један паразитирани примерак упркос многих истраживања. Истраживања из 1995. и 1996. показала су само још неколико примерака. Изненада су Оверхолт и сар. 1997. открили драматично повећан паразитизам, а Зхоу и сар. су 2001. утврдили континуирани пораст од 1999.

### Слатки кромпир
Најчешће сорте које узгајају кенијски произвођачи слатког кромпира су беле, црвене и љубичасте. Популарност слатког кромпира са жутим месом је порасла, због нутрициониста који га промовишу као извор витамина А, који недостаје кенијској исхрани. Недостатак витамина А није фаталан, али оставља имуни систем осиромашеним и подложним богињама, маларији и дијареји. Недостатак такође може изазвати слепило.
Упркос напорима да се развију потпуно отпорне биљке, до сада је мало тога постигнуто. Стога се пажња скреће на псеудо-отпорност, што укључује ублажавање штете од жижака кроз дубље формирање корена и сорте кратке сезоне, које су изложене најезди жижака краће време. Тамо где фармери своју жетву слатког кромпира врше постепено, може доћи до губитка усева до 10 процената због болести и жижака. Штеточине могу потпуно уништити плантаже слатког кромпира.

### Цвеће
Кенија је трећи највећи светски извозник резаног цвећа. Отприлике половина од 127 кенијских фарми цвећа концентрисано је око језера Најваша, 90 километара северозападно од Најробија. Да би се убрзао њихов извоз, аеродром у Најробију има терминал намењен превозу цвећа и поврћа.
Према подацима Кенијског савета за цвеће, индустрија цвећа директно запошљава 90.000 људи и још 500.000 индиректно у помоћним услугама. Кенијско цвеће чини 30 до 35% цвећа које се продаје на аукцијама у Европи. Кенијске руже, каранфили и летње цвеће су такође популарни у Русији и САД.

### Кафа
Мали узгајивачи су у могућности да значајно повећају приносе усева пратећи једноставне смернице, као што је правилно обрезивање. Многи то у почетку не чине, јер се методе чине контраинтуитивним, али пракса се шири када суседи који се придржавају смерница имају боље приносе.

## Пољопривредне методе

### Конвенционално узгајање
Због штеточина, болести и смањених хранљивих материја у земљишту, фармери ротирају своје биљке слатког кромпира што је више могуће, што значи да користе њиву за садњу слатког кромпира само једном у 5 година, и немају усев на истом пољу две године заредом. Садња пиринча између два усева слатког кромпира одавно се предлаже. Када су усеви слатког кромпира и пиринча засађени у пољима која су суседна једна уз друго, ниво заразе слатког кромпира је опао. Смањена штета од жижака је примећена када је слатки кромпир сађен заједно са просом и сусамом, али је и принос слатког кромпира значајно смањен. Утврђено је да слатки кромпир инхибира клијање проса. Ова ротација усева и образац гајења су веома чести у Африци.
Контрола корова захтева много сати ручног рада. Неконтролисани раст корова смањује принос усева за чак 60 одсто. Поједини пољопривредници решавају овај проблем обрадом мање површине, али то смањује и укупне приносе. Хербициди су прескупи за већину малих власника. Када се биљка слатког кромпира размножава неколико пута узастопно, принос се смањује и повећава се накупљање вируса. Вируси се могу уклонити топлотном обрадом.

### Наводњавање
Сектор за наводњавање Кеније је категорисан у три организациона типа: шеме за наводњавање малих власника, шеме јавног централног управљања и приватне/комерцијалне шеме.
Шеме малих власника развијају и њима управљају појединци или групе фармера који раде као корисници воде или групе за самопомоћ. Наводњавање се врши на индивидуалним или групним газдинствима у просеку 0,1-0,4 ха. Постоји око 3.000 шема за наводњавање малих газдинстава које покривају укупну површину од 47.000 ха, што је еквивалентно 42% укупне површине под наводњавањем. Они производе већину хортикултурних производа који се конзумирају у урбаним центрима у Кенији.
Земља има седам великих шема за наводњавање којима се управља централно, а оне покривају укупну површину од 18.200 ха и у просеку 2.600 ха по шеми. Овим шемама управља Национални одбор за наводњавање и они чине 18% површине наводњаваног земљишта у Кенији. У почетку је влада развила и управљала националним плановима са пољопривредницима који су учествовали као закупци. Међутим, од 2003. године су препустили интересним групама одговорност за већину услуга, осим за развој, одржавање и рехабилитацију главних објеката за наводњавање.
Велике приватне комерцијалне фарме покривају 45.000 хектара што чини 40% наводњаваног земљишта. Користе високу технологију и производе усеве високе вредности за извозно тржиште, посебно цвеће и поврће. Фарме запошљавају око 70.000 људи, што је 41% становништва које је директно активно у пољопривреди са наводњавањам.

### Органски узгој
Слатки кромпир се обично узгаја органски у Африци. Да би се смањио рад за плевљење корова, фармери које је интервјуисао Махарија (2004) су дали предност садњи на гомилама након покушаја са браздама. Пољопривредници су открили да методе гомилања дају веће кртоле и лакше се користе без нових ђубрива или хемикалија. Органска пољопривреда укључује плодоред и малчирање за контролу штеточина и плодност земљишта.
Према подацима Организације за храну и пољопривреду Уједињених нација, Кенија није имала проценат сертификованих органских усева у 2003. години, али фармери користе органске методе.

### Узгој генетски модификоване хране
Многи фармери у Кенији називају генетски модификовани (ГМ) кукуруз који испоручују САД тројанским коњем. ГМ су тренутно илегални у Кенији, иако САД настављају да шаљу модификовани кукуруз у Кенију у облику помоћи.
Кенијци и други Африканци, попут Малавијаца и Зимбабвеана, мељу кукуруз у брашно пре него што га поделе. Неки активисти су рекли да САД намерно шаљу ГМ храну као помоћ да поткопају извозно тржиште органских производа и наведу да Европа почне да купује од САД. Неки фармери можда нису свесни ГМ, а други су једноставно превише сиромашни.

### Пољопривреда у стакленицима
Да би повећали производњу и повећали профит, многи мали фармери у Кенији усвајају пољопривреду у стакленицима. Неки од популарних производа који се узгајају у пластеницима су лубенице, паприка и парадајз.
Пољопривреда у стакленицима у Кенији омогућава пољопривредницима да користе мање пољопривредних улагања (укључујући радну снагу и ђубриво) и да контролишу штеточине и болести. Источноафричка земља је класификована као земља са недостатком воде и већина земљишта није оптимална за пољопривреду. Већина кенијских стакленика користи наводњавање кап по кап како би максимално искористила расположиву воду и ефикасно испоручила хранљиве материје својим усевима.

## Пољопривредна истраживања од стране државних институција
Кенијски институт за пољопривредна истраживања је задужен за релевантна истраживања. То је национална институција која обједињује истраживачке програме у прехрамбеним културама, хортикултурним и индустријским културама, сточарству, управљању земљиштем и водама и социо-економији. Промовише здрава пољопривредна истраживања, генерисање технологије и ширење како би се осигурала сигурност хране кроз побољшану продуктивност и очување животне средине.
Институт је основан 1979. године као полуаутономна владина институција. Нови институт је наставио истраживачке активности Источноафричке организације за истраживање пољопривреде и шумарства, Источноафричке ветеринарске истраживачке организације и, коначно, Министарстава пољопривреде и развоја сточарства. Кенијска влада је 1986. године препознала изазов да се суочи са дугорочним ограничењима производње хране у земљи. Кенијски институт за производњу ветеринарских вакцина  и Кенијски институт за истраживање трипаносомијазе  недавно су интегрисани у Кенијски институт за пољопривредна истраживања. Ово је било због препознавања потребе од стране владе да додатно ојача свој систем истраживања пољопривреде како би се створио институционални оквир за ефикасно управљање, реорганизацију и консолидацију пољопривредних истраживања у земљи.
Актом парламента Кенијска организација за истраживање пољопривреде и стоке основана је 2013. Спојила се са Кенијским институтом за пољопривредна истраживања, Фондацијом за истраживање кафе, Фондацијом за истраживање чаја и Фондацијом за истраживање шећера у Кенији и има надзор над 18 истраживачких института. Нова институција има базу средстава и капитала KSh 28.000.000.000 и KSh 27.900.000.000, односно 3.294 запослених. Исто тако, влада је успоставила неке студијске институције за помоћ у истраживачким пројектима у циљу ублажавања сиромаштва, смањења незапослености и борбе против неухрањености. Такве институције су попут Универзитета Егертон постављене углавном у сврхе истраживања пољопривреде.